# Лорі Вордер
Лорі Вордер (англ. Laurie Warder; нар. 23 жовтня 1962) — колишній австралійський тенісист.
Найвищу одиночну позицію світового рейтингу — 210 місце досяг 10 серпня 1987, парну — 12 місце — 12 жовтня 1991 року.
Здобув 12 парних титулів.
Перемагав на турнірах Великого шолома в парному розряді.

## Фінали за кар'єру

### Парний розряд (12–18)
| Результат | Ранг | Дата | Турнір                                           | Покриття   | Партнер          | Суперники                           | Рахунок       |
| --------- | ---- | ---- | ------------------------------------------------ | ---------- | ---------------- | ----------------------------------- | ------------- |
| Поразка   | 1.   | 1983 | Окленд, Нова Зеландія                            | Тверде     | Девід Ґрем       | Кріс Льюїс Расселл Сімпсон          | 6–7, 3–6      |
| Перемога  | 1.   | 1984 | Ньюпорт, США                                     | Трава      | Девід Ґрем       | Кен Флек Роберт Сегусо              | 6–4, 7–6      |
| Поразка   | 2.   | 1985 | Барі, Італія                                     | Ґрунт      | Марсел Фріман    | Алехандро Ганзабаль Клаудіо Панатта | 4–6, 2–6      |
| Перемога  | 2.   | 1985 | Флоренція, Італія                                | Ґрунт      | Девід Ґрем       | Брюс Дерлін Карл Лімбергер          | 6–1, 6–1      |
| Поразка   | 3.   | 1986 | Мілан, Італія                                    | Килим      | Браян Левін      | Колін Даудесвелл Крісто Стейн       | 3–6, 6–4, 1–6 |
| Поразка   | 4.   | 1987 | Аделаїда, Австралія                              | Трава      | Пітер Дуен       | Іван Лендл Білл Скенлон             | 7–6, 3–6, 4–6 |
| Поразка   | 5.   | 1987 | Відкритий чемпіонат Австралії з тенісу, Мельбурн | Трава      | Пітер Дуен       | Стефан Едберг Андерс Яррід          | 4–6, 4–6, 6–7 |
| Поразка   | 6.   | 1987 | Sydney International, Австралія                  | Трава      | Пітер Дуен       | Бред Дрюетт Марк Едмондсон          | 4–6, 6–4, 2–6 |
| Перемога  | 3.   | 1987 | Індіанаполіс, США                                | Ґрунт      | Блейн Вілленборг | Йоакім Нюстром Матс Віландер        | 6–0, 6–3      |
| Поразка   | 7.   | 1987 | Washington Open, США                             | Тверде     | Блейн Вілленборг | Гері Доннеллі Пітер Флемінг         | 2–6, 6–7      |
| Поразка   | 8.   | 1987 | Монреаль, Канада                                 | Тверде     | Пітер Дуен       | Пет Кеш Стефан Едберг               | 7–6, 3–6, 4–6 |
| Перемога  | 4.   | 1988 | Гамбург, Німеччина                               | Ґрунт      | Даррен Кейгілл   | Рік Ліч Джим П'ю                    | 6–4, 6–4      |
| Перемога  | 5.   | 1988 | Бристоль, Англія                                 | Трава      | Пітер Дуен       | Мартін Девіс Тім Павсат             | 2–6, 6–4, 7–5 |
| Перемога  | 6.   | 1989 | Веллінгтон, Нова Зеландія                        | Тверде     | Пітер Дуен       | Рілл Бакстер Гленн Мічібата         | 3–6, 6–2, 6–3 |
| Поразка   | 9.   | 1989 | Мюнхен, Німеччина                                | Ґрунт      | Пітер Дуен       | Хав'єр Санчес Балаж Тароці          | 6–7, 7–6, 6–7 |
| Поразка   | 10.  | 1989 | Лондон/Queen's Club, Англія                      | Трава      | Тім Павсат       | Даррен Кейгілл Марк Кратцманн       | 6–7, 3–6      |
| Поразка   | 11.  | 1989 | Індіанаполіс, США                                | Тверде     | Пітер Дуен       | Пітер Олдріч Дані Віссер            | 6–7, 6–7      |
| Поразка   | 12.  | 1991 | Мемфіс, США                                      | Тверде (i) | Джон Фіцджеральд | Удо Ріглевскі Міхаель Штіх          | 5–7, 3–6      |
| Перемога  | 7.   | 1991 | Монте-Карло, Монако                              | Ґрунт      | Люк Єнсен        | Паул Гаргейс Марк Куверманс         | 5–7, 7–6, 6–4 |
| Поразка   | 13.  | 1991 | Рим, Італія                                      | Ґрунт      | Люк Єнсен        | Омар Кампорезе Горан Іванишевич     | 2–6, 3–6      |
| Перемога  | 8.   | 1991 | Болонья, Італія                                  | Ґрунт      | Люк Єнсен        | Луїс Маттар Жайме Онсінс            | 6–4, 7–6      |
| Поразка   | 14.  | 1991 | Сідней, Австралія                                | Тверде (i) | Люк Єнсен        | Джим Грабб Річі Ренеберг            | 4–6, 4–6      |
| Поразка   | 15.  | 1992 | Estoril Open, Португалія                         | Ґрунт      | Люк Єнсен        | Гендрік Ян Давідс Лібор Пімек       | 6–3, 3–6, 5–7 |
| Перемога  | 9.   | 1992 | Болонья, Італія                                  | Ґрунт      | Люк Єнсен        | Хав'єр Франа Хав'єр Санчес          | 6–2, 6–3      |
| Поразка   | 16.  | 1992 | Nottingham Open, Англія                          | Трава      | Джеремі Бейтс    | Патрік Гелбрайт Девід Макферсон     | 6–4, 3–6, 2–6 |
| Поразка   | 17.  | 1993 | Аделаїда, Австралія                              | Тверде     | Джон Фітцджералд | Тодд Вудбрідж Марк Вудфорд          | 4–6, 5–7      |
| Перемога  | 10.  | 1993 | Відкритий чемпіонат Австралії з тенісу, Мельбурн | Тверде     | Дані Віссер      | Джон Фіцджеральд Андерс Яррід       | 6–4, 6–3, 6–4 |
| Перемога  | 11.  | 1993 | Ніцца, Франція                                   | Ґрунт      | Девід Макферсон  | Шелбі Кеннон Скотт Мелвілл          | 3–4, RET.     |
| Перемога  | 12.  | 1993 | Болонья, Італія                                  | Ґрунт      | Дані Віссер      | Люк Єнсен Мерфі Єнсен               | 4–6, 6–4, 6–4 |
| Поразка   | 18.  | 1994 | Sydney International, Австралія                  | Тверде     | Марк Кратцманн   | Даррен Кейгілл Сендон Столл         | 1–6, 6–7      |